# Heironimus
S.H. Heironimus Co. (ook bekend als Heironimus ) was een Amerikaanse warenhuisketen gevestigd in Roanoke, Virginia. 

## Geschiedenis
S.H. Heironimus opende zijn eerste winkel in het centrum van Roanoke in 1890.  Op het hoogtepunt had Heironimus meerdere vestigingen in Roanoke en Lynchburg. In 1993 werd Heironimus overgenomen door de in Texas gevestigde retailer Dunlaps, die aanvankelijk investeerde in het verbeteren van het assortiment en het uiterlijk van de winkels.  In januari 1996 werd de vlaggenschipwinkel van de keten in het centrum van Roanoke gesloten, maar de vestigingen in de winkelcentra in de omgeving bleven open. 
De keten was actief in de markt tussen de discountwinkels als Wal-Mart en de regionale winkelcentra met hun verscheidenheid aan winkels en meer exclusieve koopwaar.  In 2004 kondigde Dunlaps aan dat de resterende Heironimus-winkels zouden sluiten omdat hun voorraden waren uitverkocht. De vestiging van Spartan Square in Salem was de laatste die open bleef voordat hij in januari 2005 sloot.
Het S.H. Heironimus Warehouse werd in 2006 op de National Register of Historic Places geplaatst. In 2020 werd de gerenoveerde voormalige vlaggenschipwinkel in het centrum van Roanoke heropend als een luxe appartementengebouw, waarbij Mast General Store de onderste verdiepingen in beslag nam.